# Contea di Harvey
La contea di Harvey (in inglese Harvey County) è una contea dello Stato del Kansas, negli Stati Uniti. La popolazione al censimento del 2000 era di 32 869 abitanti. Il capoluogo di contea è Newton.

## Geografia fisica
Secondo lo United States Census Bureau, la contea ha una superficie di 1401 km² di cui 1399 km² è terra (99,8%) e 3 km² (0,2%) acque interne.

### Contee confinanti
- Marion County (nordest)
- Butler County (est)
- Sedgwick County (sud)
- Reno County (ovest)
- McPherson County (nordovest)

## Geografia antropica

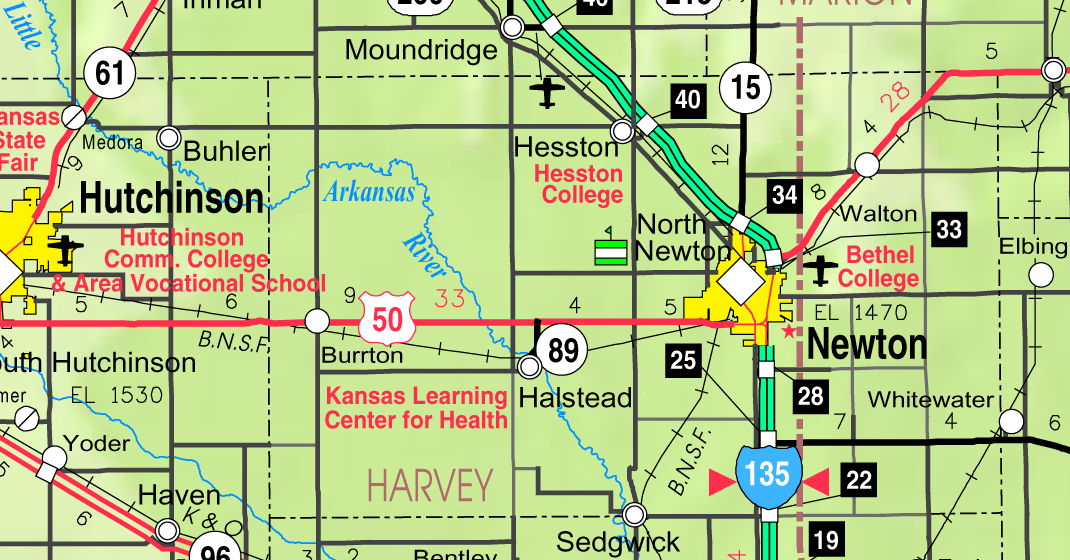
2005 KDOT Map of Harvey County (map legend)

### Città
- Burrton
- Halstead
- Hesston
- Newton
- North Newton
- Sedgwick
- Walton

### Area non incorporata
- McLain
- Patterson
- Putnam
- Zimmerdale

### Ghost towns
- Annelly
- Van Arsdale

### Townships
La contea di Harvey è divisa in townships. Le città di Halstead e Newton sono considerate governmentally independent e sono escluse dalle cifre del censimento per le township.
Nella seguente tabella, il centro della popolazione è la città più grande (o città) inclusa nel totale della popolazione di quella borgata, se è di dimensioni significative.
| Township | FIPS  | Population center | Population | Population density /km² (/sq mi) | Land area km² (sq mi) | Water area km² (sq mi) | Water % | Geographic coordinates |
| --- | ----- | ----------------- | ---------- | -------------------------------- | --------------------- | ---------------------- | ------- | ---------------------- |
| Alta | 01500 |                   | 221        | 2 (6)                            | 93 (36)               | 0 (0)                  | 0,48%   | 38°07′27″N 97°38′44″W  |
| Burrton | 09600 | Burrton           | 1 143      | 12 (32)                          | 93 (36)               | 0 (0)                  | 0.17%   | 38°01′32″N 97°39′55″W  |
| Darlington | 17025 |                   | 601        | 7 (17)                           | 92 (35)               | 0 (0)                  | 0,10%   | 37°57′05″N 97°19′32″W  |
| Emma | 21025 |                   | 4 181      | 45 (116)                         | 93 (36)               | 0 (0)                  | 0%      | 38°08′10″N 97°25′46″W  |
| Garden | 25300 |                   | 294        | 3 (8)                            | 93 (36)               | 0 (0)                  | 0%      | 38°07′44″N 97°32′14″W  |
| Halstead | 29625 | Halstead          | 353        | 4 (10)                           | 92 (35)               | 0 (0)                  | 0.07%   | 38°02′09″N 97°31′51″W  |
| Highland | 31875 |                   | 415        | 5 (12)                           | 92 (35)               | 0 (0)                  | 0,19%   | 38°07′38″N 97°19′09″W  |
| Lake | 37825 |                   | 173        | 2 (5)                            | 92 (36)               | 1 (0)                  | 1,05%   | 37°57′46″N 97°39′07″W  |
| Lakin | 38150 |                   | 357        | 4 (10)                           | 92 (35)               | 0 (0)                  | 0,06%   | 37°57′18″N 97°32′20″W  |
| Macon | 43925 |                   | 1 056      | 11 (30)                          | 92 (36)               | 0 (0)                  | 0%      | 38°02′08″N 97°24′58″W  |
| Newton | 50500 | Newton            | 1 950      | 28 (73)                          | 69 (27)               | 0 (0)                  | 0,07%   | 38°03′27″N 97°19′31″W  |
| Pleasant | 56250 |                   | 439        | 5 (12)                           | 93 (36)               | 1 (0)                  | 0,81%   | 38°02′27″N 97°12′08″W  |
| Richland | 59350 |                   | 360        | 4 (10)                           | 94 (36)               | 0 (0)                  | 0,20%   | 37°57′39″N 97°12′01″W  |
| Sedgwick | 63825 | Sedgwick          | 1 711      | 18 (48)                          | 93 (36)               | 0 (0)                  | 0%      | 37°56′24″N 97°25′22″W  |
| Walton | 75225 | Walton            | 552        | 6 (15)                           | 95 (37)               | 0 (0)                  | 0,06%   | 38°07′26″N 97°13′01″W  |
| Sources: Census 2000 U.S. Gazetteer Files, su census.gov, U.S. Census Bureau, Geography Division (archiviato dall'url originale il 2 agosto 2002). |       |                   |            |                                  |                       |                        |         |                        |